# مقتض (نحو)
المقتضي على صيغة اسم الفاعل عند النحاة هو ما يكون به الكلمة صالحة للإعراب. فالمقتضى على صيغة اسم المفعول هو الإعراب.

## المقتضي للإعراب
المقتضي للإعراب هو توارد المعاني المختلفة على الكلم فإنها تستدعي ما ينتصب دليلا على ثبوتها والحروف بمعزل عنها، وكذا الأفعال لدلالة صيغها على معانيها، وإنما محل المعاني المقتضية للإعراب هو الاسم، ومن ثم حكم له بأصالة الإعراب، وأصول تلك المعاني بحكم الاستقراء ثلاثة: الفاعلية وهي المقتضية للرفع والمفعولية وهي المقتضية للنصب والإضافة وهي المقتضية للجر.
وذلك الاقتضاء إما بحكم التناسب لقوة الفاعلية لأن الفاعل مما لا يستغنى عنه وضعف المفعولية وكون الإضافة بين بين، وقد يقع المضاف إليه فاعلا نحو ضرب زيد عمرا، وقد يقع مفعولا نحو ضرب عمرو زيد، وعلى هذا شأن دلائل الإعراب من الحركات والحروف. وإما بطريق التعادل لاختصاص الأقل وهو الفاعل بالأقوى والأكثر بالأضعف.
وبهذا تبين أن الأصل في المرفوع هو الفاعل وما سواه ملحق به. فالمبتدأ بالمعنى الأول ملحق به لكونه مسندا إليه، وبالمعنى الثاني لكونه أحد جزئي الجملة، والخبر لكونه جزءا ثانيا من الجملة، وخبر إن وأخواتها لكون عامله مشابها بالفعل فألحق به والتزم تأخيره عن المنصوب فيما التزم تأخيره إيقاعا للمخالفة بينهما أي بين عامله وبين الفعل، وخبر لا التي لنفي الجنس لكون عامله مقابلا لأن لاقتسامهما النفي والإثبات على سبيل التوكيد ولا تقديم هناك بحال حطا له عن رتبة إن واسم ما ولا لما بينهما وبين ليس من التشارك في المعنى.
وأن الأصل في المنصوب المفعول وما عداه متفرع عليه، فالحال لشبهه بالظرف والتمييز لوقوعه في الأمثلة موقع المفعول فإن نحو طاب زيد نفسا مثل ضرب زيد عمروا، ونحو ما في السماء موضع راحة سحابا مثل عجبت من ضرب زيد عمرا، والمستثنى لكونه فضلة ولكون العامل فيه بتوسط الحروف كالمفعول معه والاسم والخبر في بابي كان وإن لما أن عاملهما لاقتضائه شيئين معا أشبه الفعل المتعدي والمنصوب بلا التي لنفي الجنس لما أنها محمولة على أن. وأن الأصل في المجرور المضاف إليه ولا فروع له.
وأما التوابع فهي داخلة تحت أحكام المتبوعات وإنما بني من الأسماء ما بني إما لفقد المقتضي وإما لوجود المانع وهو مناسبته لمبني الأصل. وأما المقتضي لاعراب المضارع فمشابهته لاسم الفاعل لفظا ومعنى واستعمالا. ثم إن وقوعه موقع الاسم في أقوى المراتب من المشابهة وهو وقوعه بنفسه من غير حرف يرده إلى تقدير الاسمية اقتضى له استحقاق أقوى وجوه الإعراب وهو الرفع ووقوعه موقعا لا يصلح للاسم أصلا، وذلك عند وجود ما يمنعه عن تقدير الاسم كإن الشرطية اقتضى له إعرابا لا يكون في الاسم رأسا وهو الجزم وسائر الجوازم محمولة على إن الشرطية ووقوعه موقعا لا يصلح للاسم إلا بانضمام ما ينقله إلى تقدير الاسم وما أشبهه اقتضى له وجها من الإعراب بين الأول والثاني، وهو إما النصب أو الجر فأوثر النصب لخفته، ولما أن عوامله أشبهت نواصب الاسم، وبهذا تبين وجه اختصاص الجر بالاسم والجزم بالفعل.